# Rue Guynemer (Paris)
Pour les articles homonymes, voir Rue Guynemer.
La rue Guynemer est une voie située dans le quartier de l'Odéon du 6e arrondissement de Paris. Elle longe le côté ouest du jardin du Luxembourg. 

## Situation et accès
Longue de 390 mètres pour une largeur de 20 mètres et orientée nord-sud, elle débute au 21, rue de Vaugirard et finit au 55, rue d'Assas. La rue de Fleurus y débouche en son milieu.
Seul le côté ouest de la rue est bâti (numéros pairs). Sur le côté est, un petit bâtiment, à l'angle de la rue de Vaugirard et intégré à l'ensemble du palais et du jardin du Luxembourg, a une entrée piétons (au no 1, seul numéro impair). Le jardin du Luxembourg a trois entrées donnant sur la rue Guynemer.  
Le quartier est desservi par la ligne 12 à la station Notre-Dame-des-Champs.
En 2022, elle est désignée par une publication comme la « rue la plus chère de Paris ».

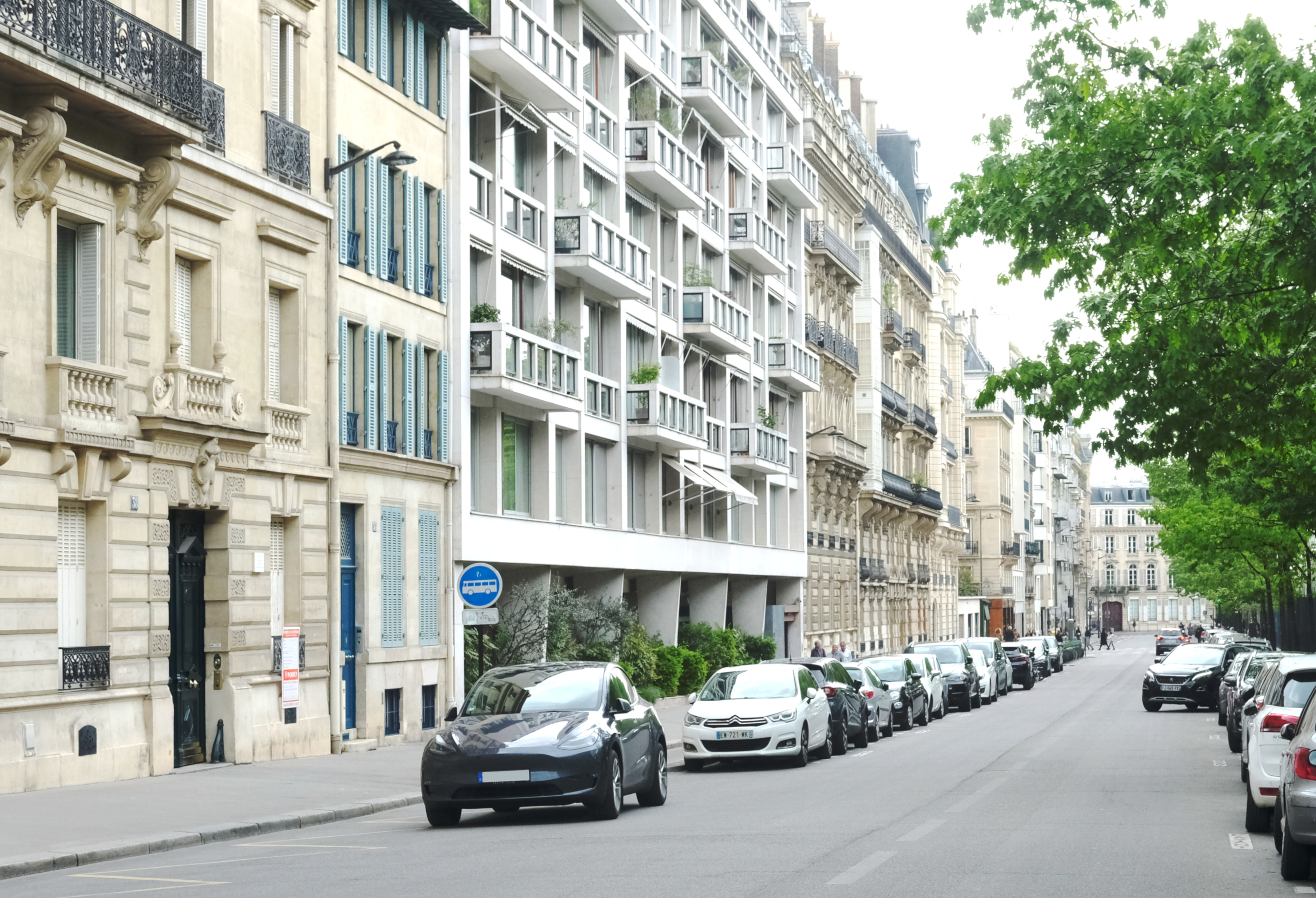
Vers la rue de Vaugirard.
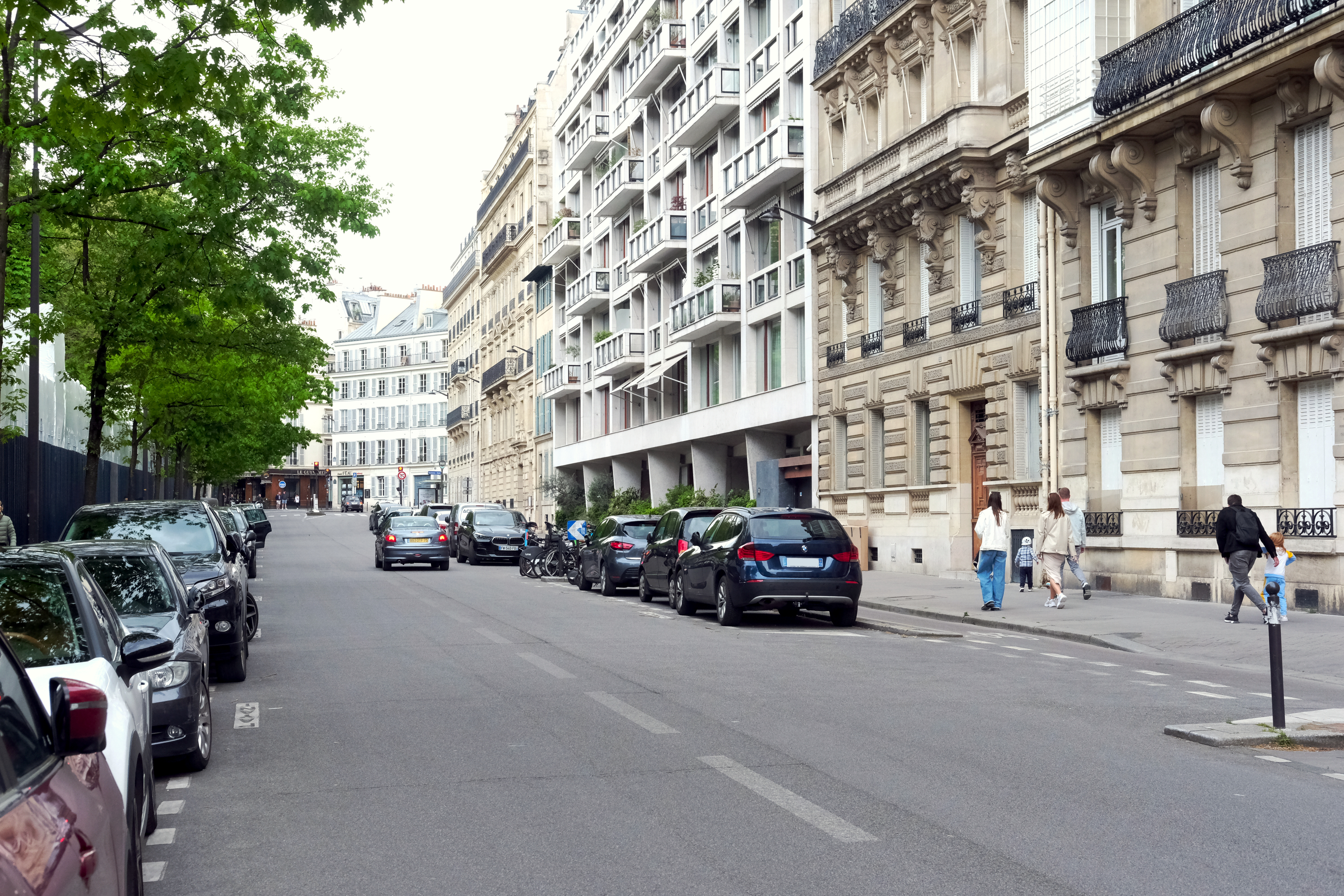
Vers la rue d'Assas.

## Origine du nom

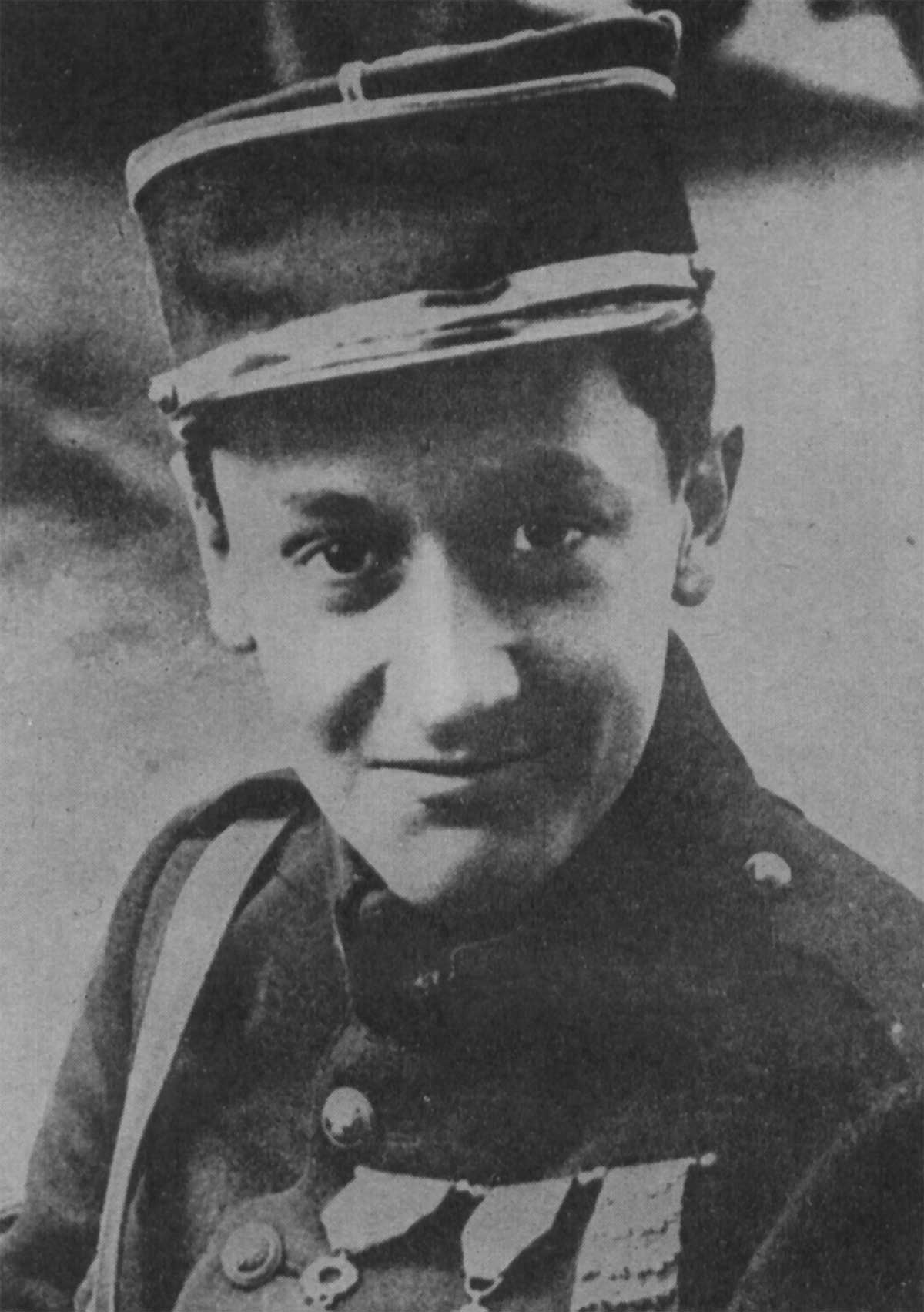
Georges Guynemer en 1917.

La rue honore le pilote de guerre français Georges Guynemer (1894-1917), mort au combat à l'âge de 23 ans. La plupart des grandes villes françaises baptiseront également une rue en l'honneur de l'aviateur peu après sa mort.

## Historique

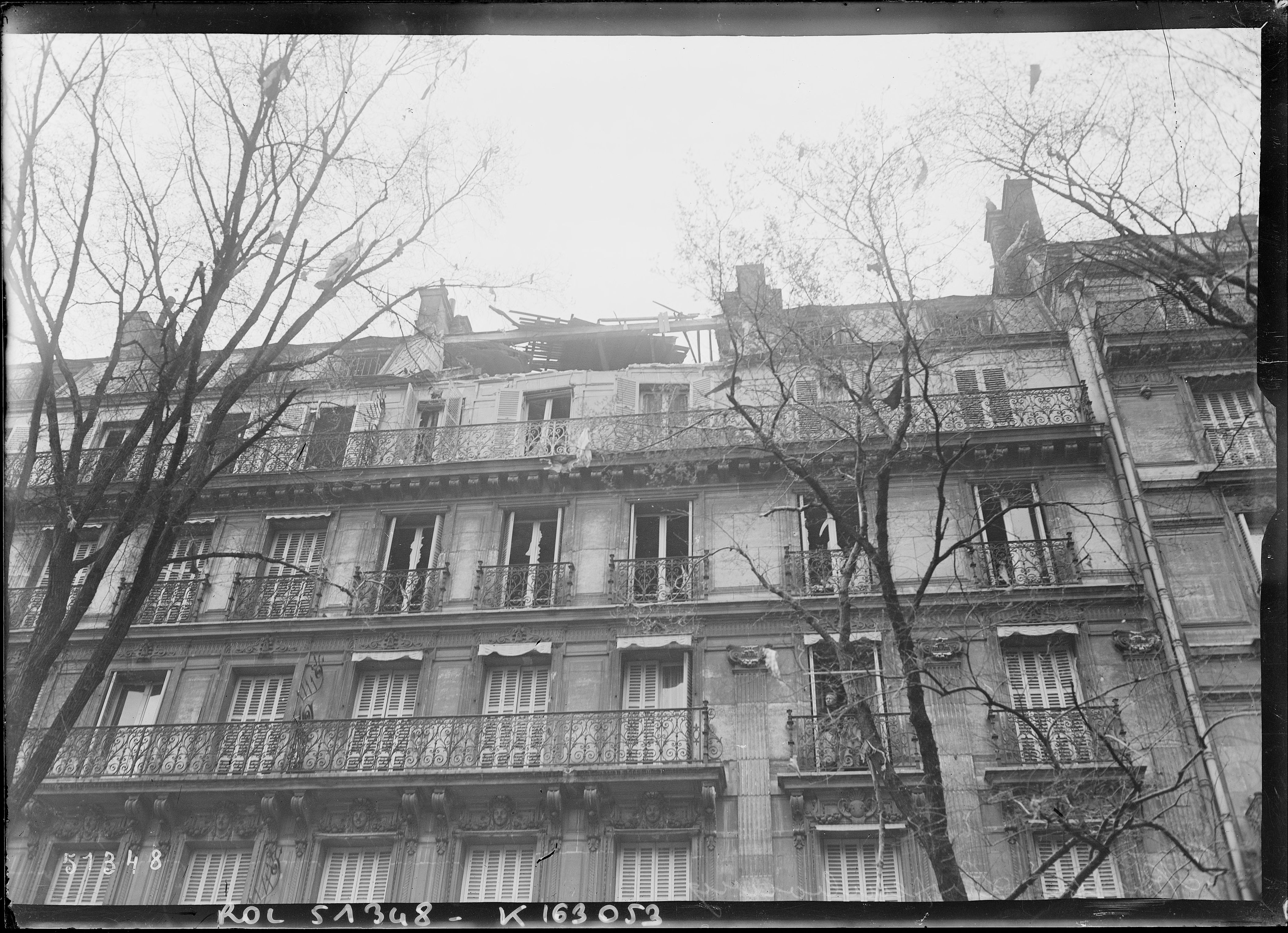
Dégâts causés en 1918.

La voie est créée en 1778 lorsque le comte de Provence, futur Louis XVIII, alors propriétaire du palais du Luxembourg, vend le tiers occidental du jardin pour financer la rénovation de l'édifice. 
Située dans le prolongement de la rue Bonaparte, elle portera un temps ce nom avant de s'appeler « rue du Luxembourg » dont elle délimite le côté occidental du jardin et de prendre son nom actuel par arrêté du 13 août 1918.
Le 15 juillet 1918, durant la Première Guerre mondiale, un obus lancé par la Grosse Bertha explose au no 6 « rue du Luxembourg » (ancien nom de la rue).

## Bâtiments remarquables et lieux de mémoire
- No 2 : immeuble de six étages « de style néo-Louis XIII et baroque[5] » édifié en 1914 par Louis Périn[6](1871-1940), architecte et peintre, qui habitait au 5e étage. Plusieurs appartements sont réquisitionnés par les Allemands pendant l’Occupation[7]. En 1943, l’immeuble est mis en vente au Palais de justice avec une mise à prix de 2 500 000 francs[8].
- No 4 : immeuble construit par l'architecte Germain Cahn-Bousson en 1893, signé en façade C-BOUSSON. Propriété du Vatican, il est réquisitionné par les Nazis pendant l'Occupation. Lors de la Libération, l'Association des déportées de Germaine Tillion y est logée, jusqu'à ce le Saint-Siège ne demande la restitution de l'immeuble et introduise un recours. Le ministère des Anciens combattants, dirigé par François Mitterrand, fait déménager l'association[9] et le Vatican retrouve la propriété de l'immeuble[10]. Il le loue par la suite à François et Danielle Mitterrand, Henri Frenay, Bernard Kouchner et Christine Ockrent[11].

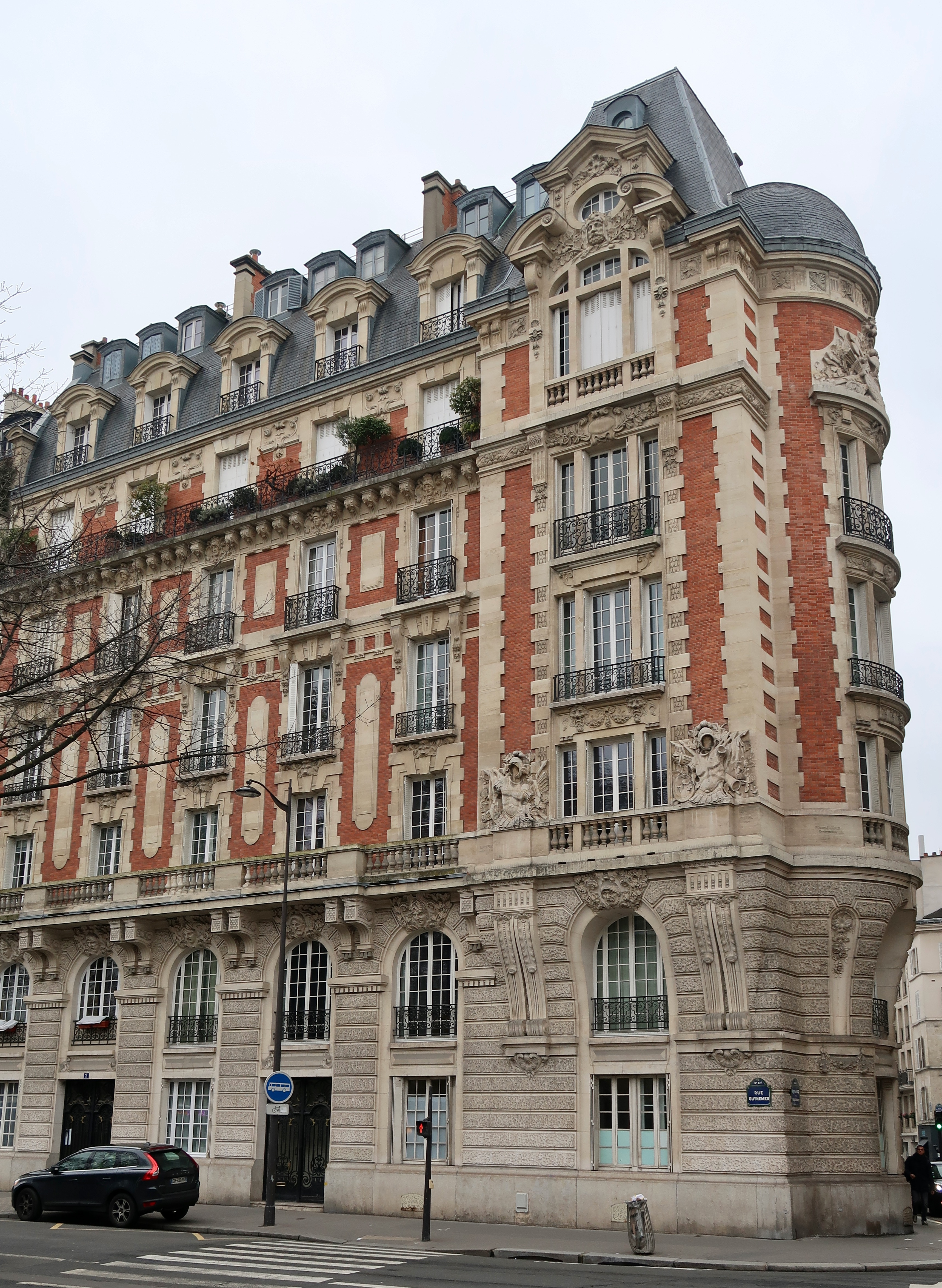
No 2 : immeuble au croisement avec la rue de Vaugirard.
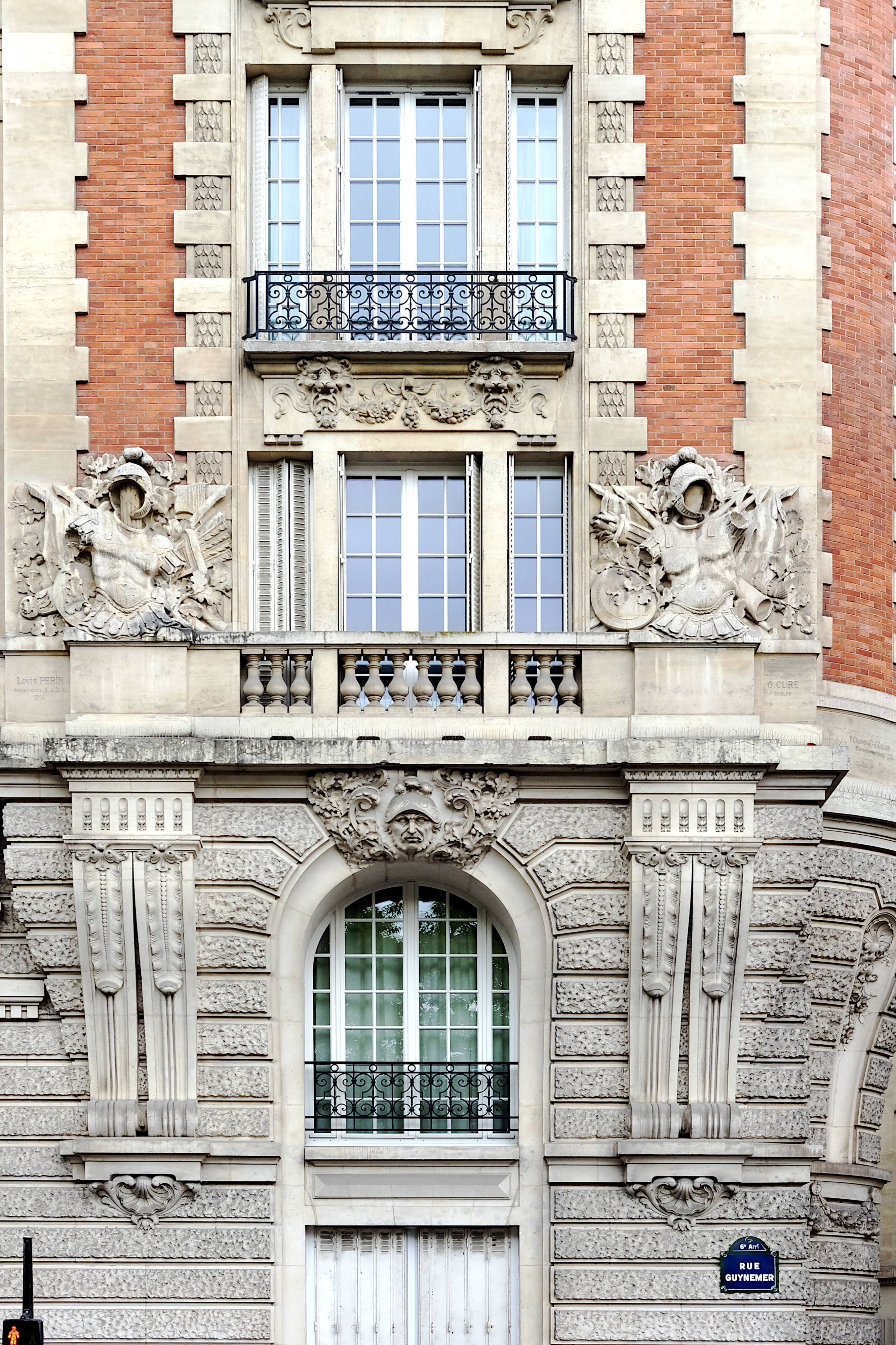
No 2 : détail de la façade.
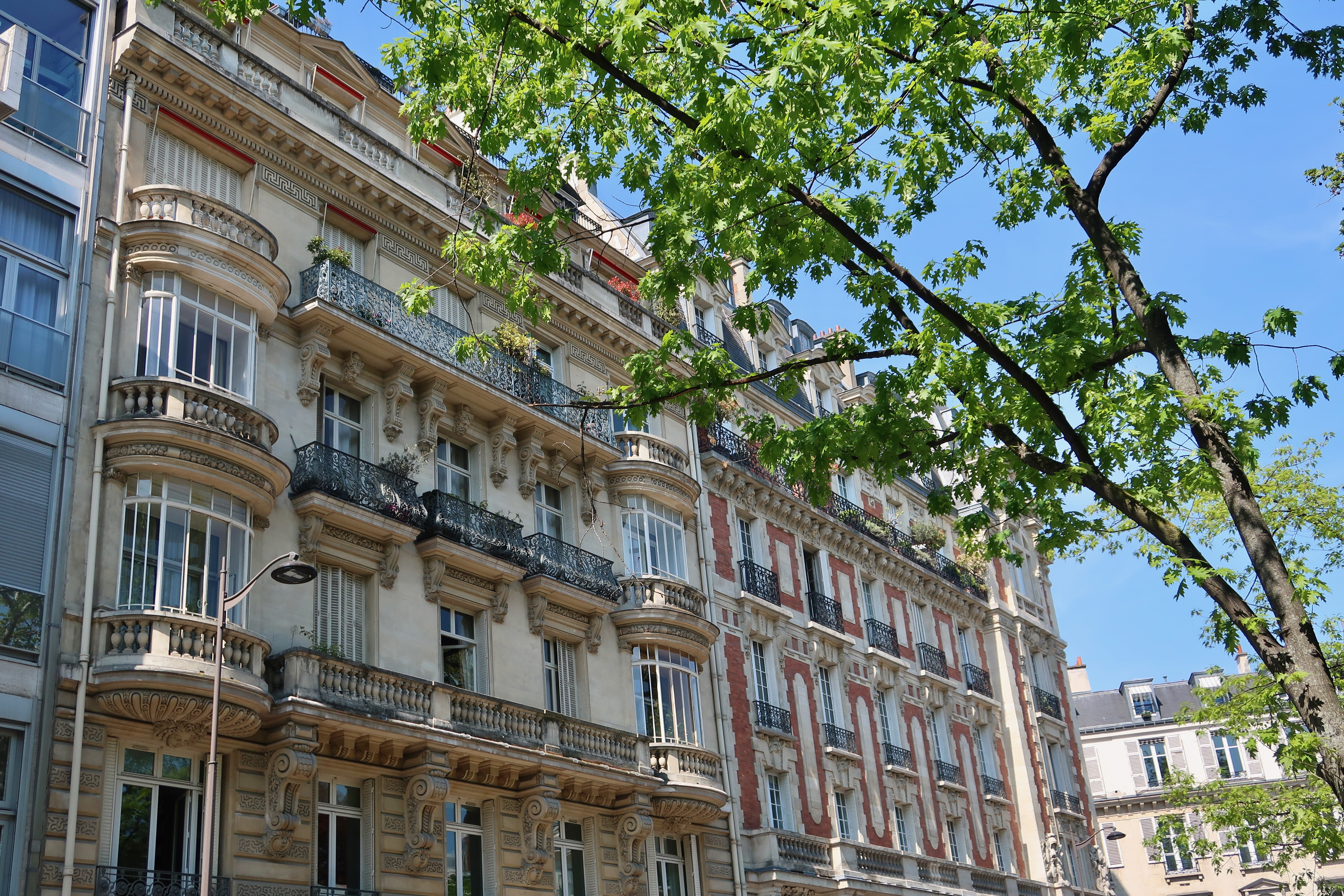
Nos 2-4.
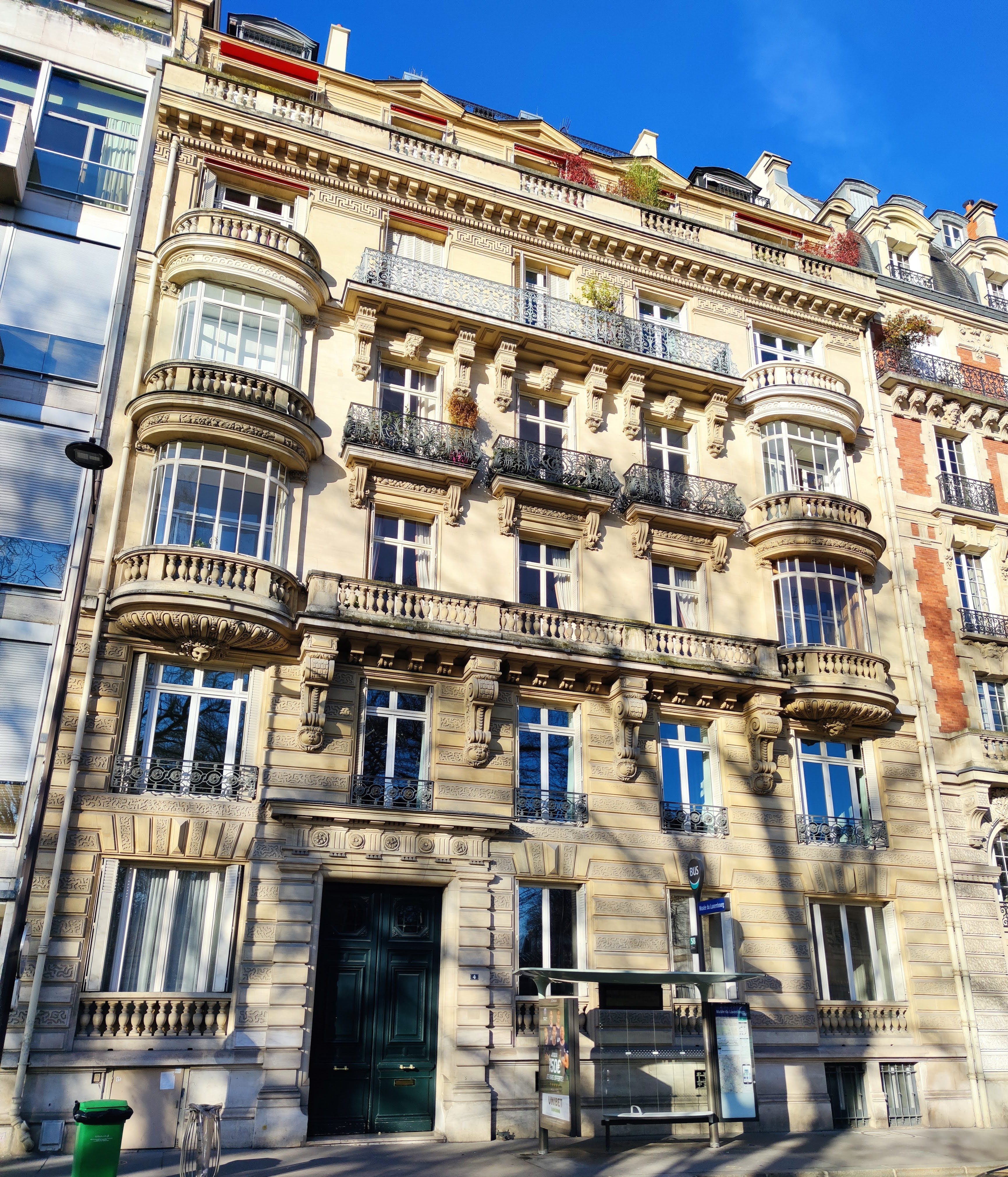
No 4.
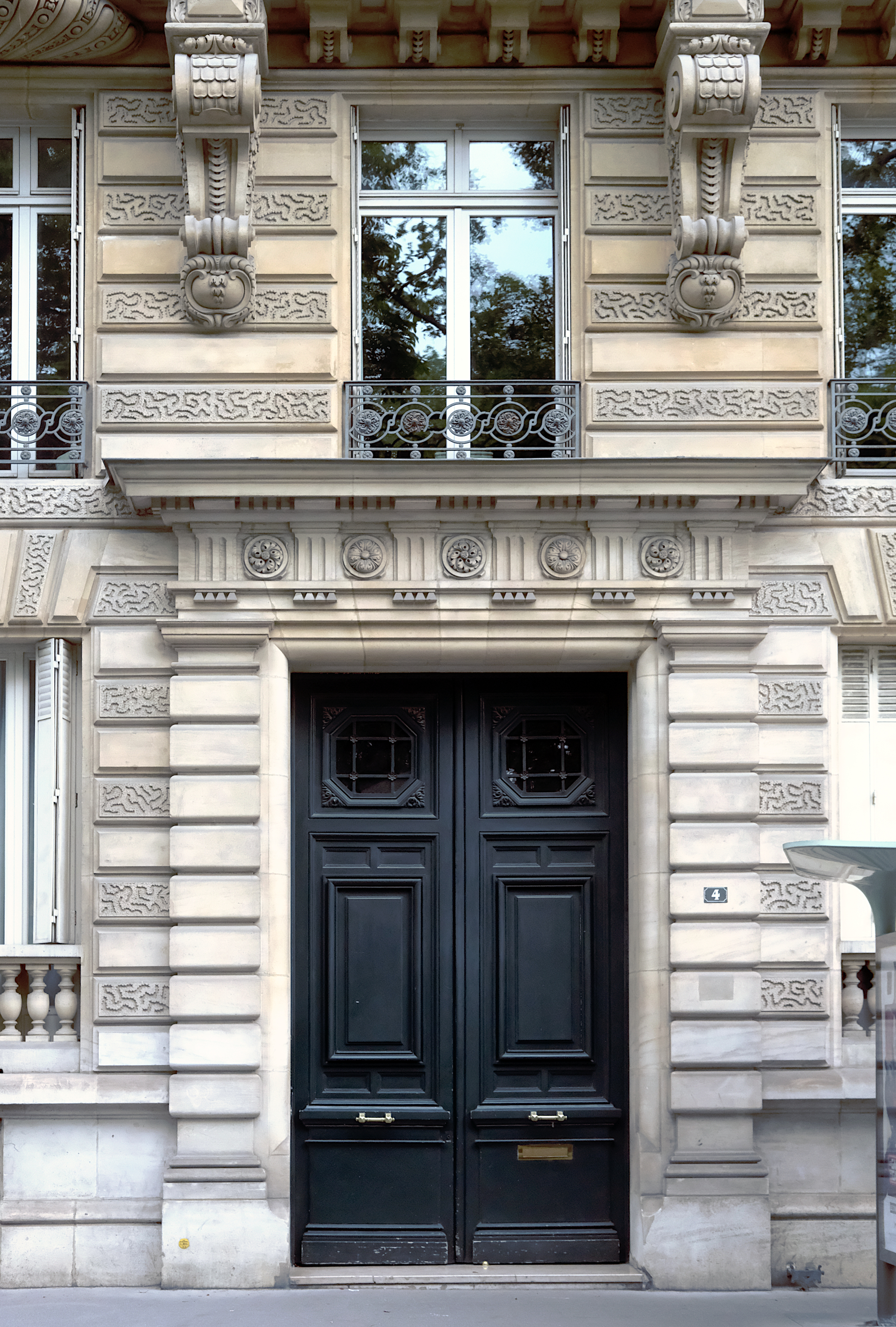
No 4 : porte d'entrée.

- No 6 : dans cet immeuble reconstruit en 1972 se trouve l'Institut Bossuet, externat de lycéens fondé en 1866 par un prêtre parisien, l'abbé Thenon. Parmi ses élèves, on peut citer le cardinal Alfred Baudrillart, Antoine de Saint-Exupéry, Paul Reynaud, Jean Anglès d'Auriac, Jean Guéhenno, Louis Pasteur Vallery-Radot, Jean d'Ormesson, François Gibault, Odon Vallet, Philippe Pozzo di Borgo, Frédéric Beigbeder, Matthieu Rougé ou encore Bruno Mégret. Sous la direction du prêtre et universitaire Jean-Robert Armogathe, il accueille aujourd'hui des élèves des classes préparatoires de Saint-Louis, Louis-le-Grand et Henri-IV.
- No 14 : immeuble réalisé en 1928 par l'architecte Michel Roux-Spitz,  Inscrit MH (1986)[12], signé en façade. Les ferronneries (grilles de l’entrée, rampe de l’escalier) sont l’œuvre de Raymond Subes. L’architecte Michel Roux-Spitz disposait de l’appartement du 5e étage et d’un bureau au 8e[13].

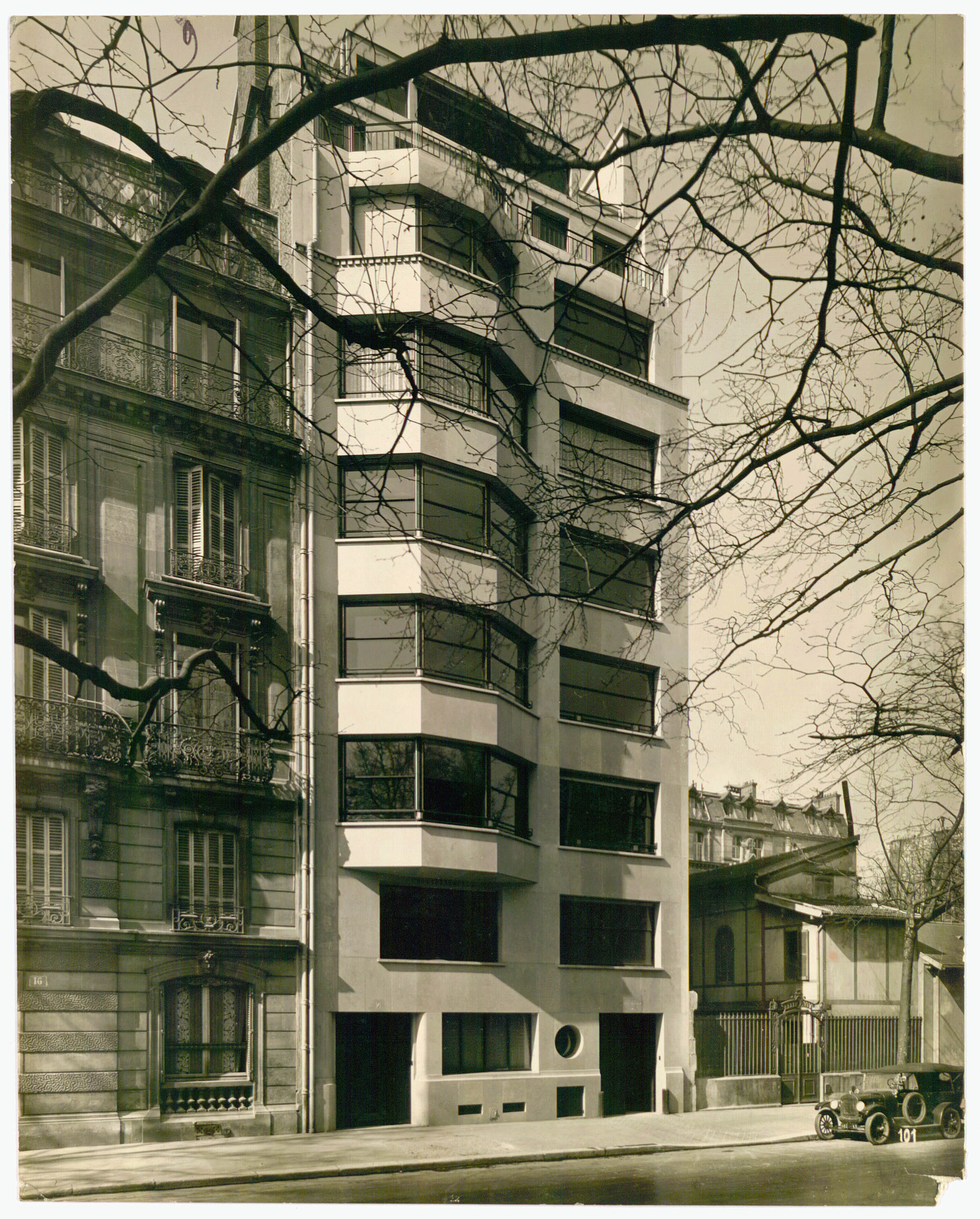
No 14 : façade.
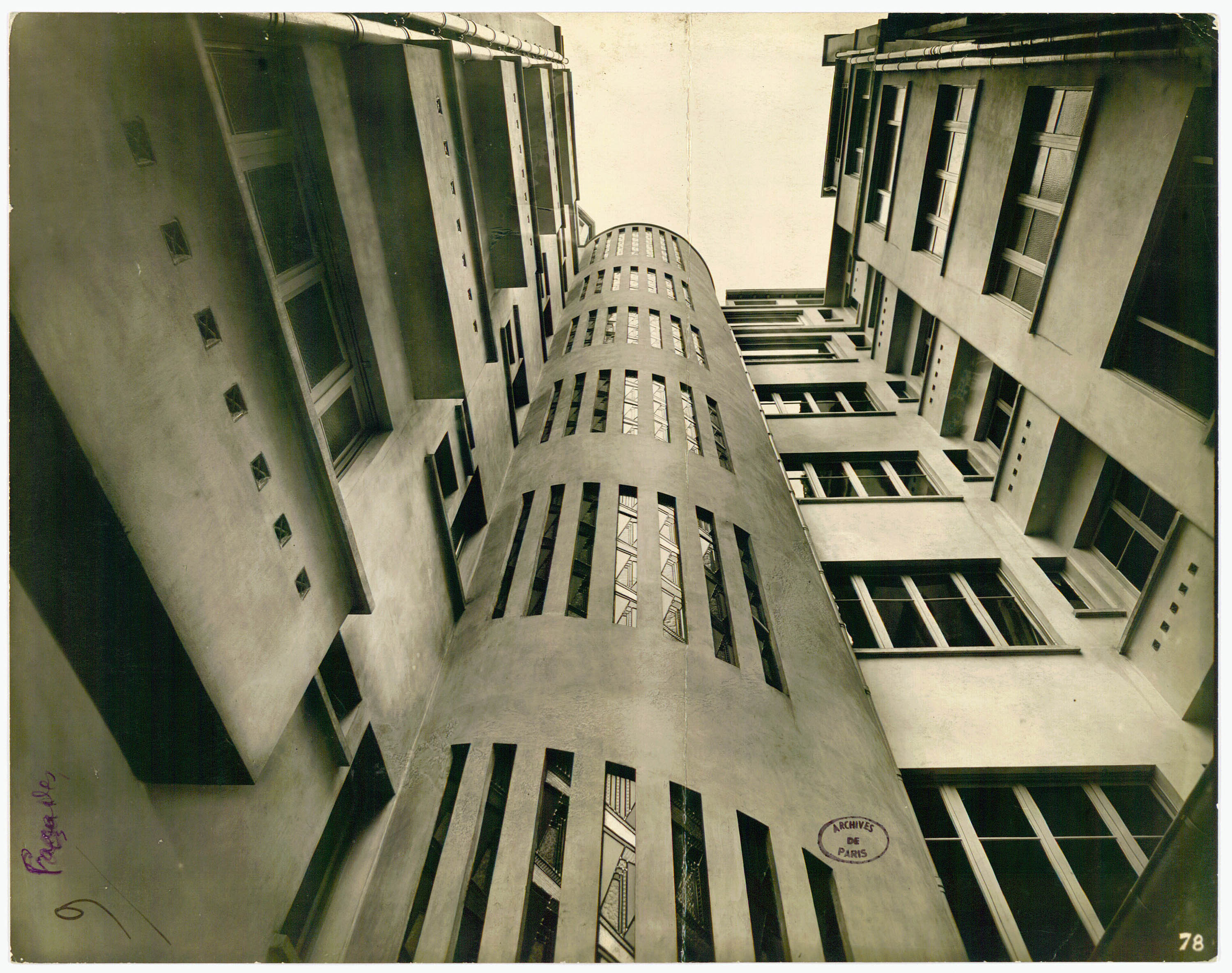
No 14 : cour.

- No 22 : la librairie d'Elvire Choureau, première présidente de la chambre syndicale des libraires, et de Georges Duhammel est fondée à cette adresse en 1922[14]. Elvire Choureau gère ce commerce jusqu'en 1976[15].
- No 26 : l’architecte Henri-Paul Nénot (1853-1934) y avait son domicile[16]. L'actrice Marie-France Pisier[17] (1944-2011) y a également résidé[18] ; une plaque lui rend hommage.

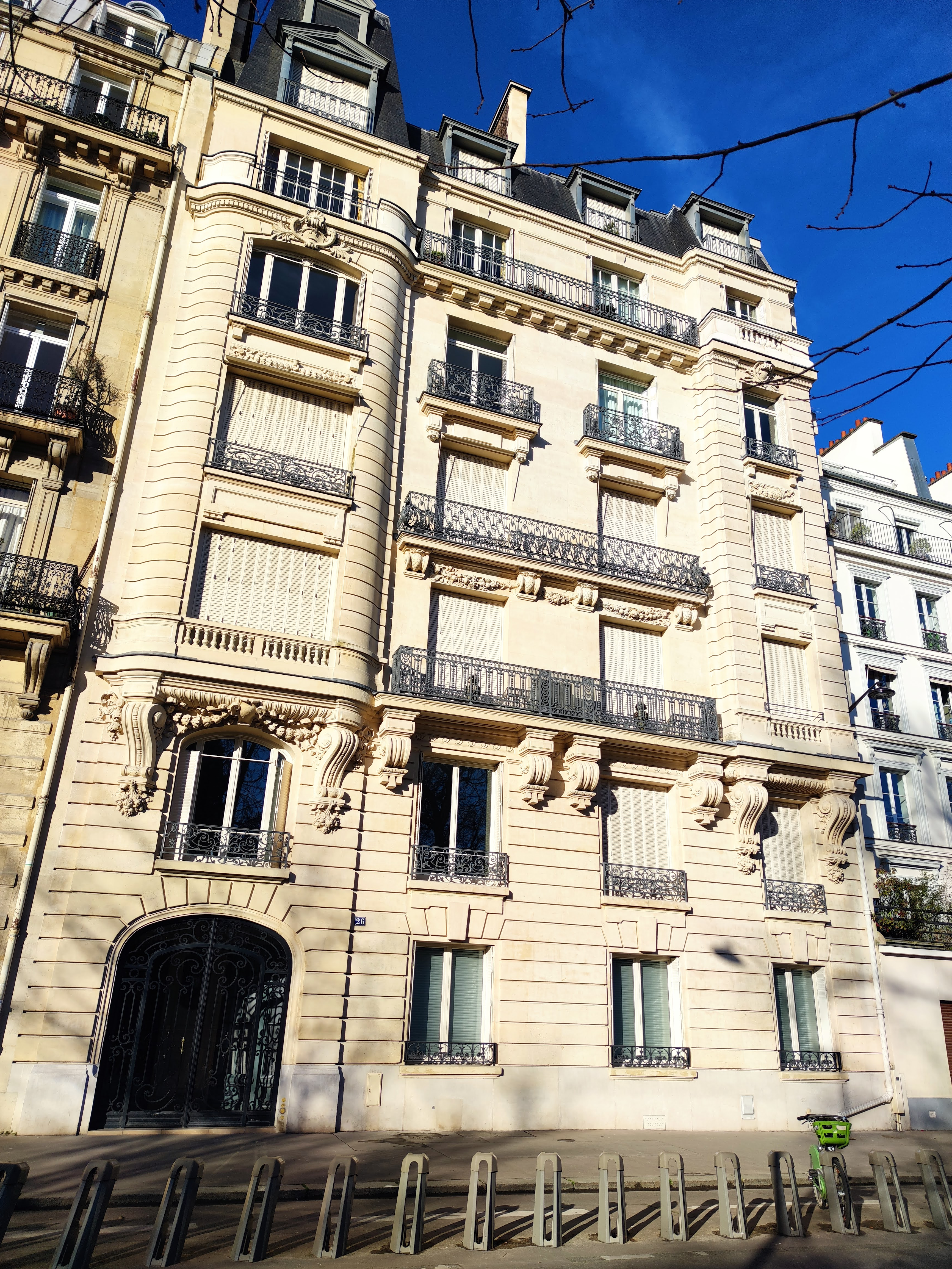
No 26.
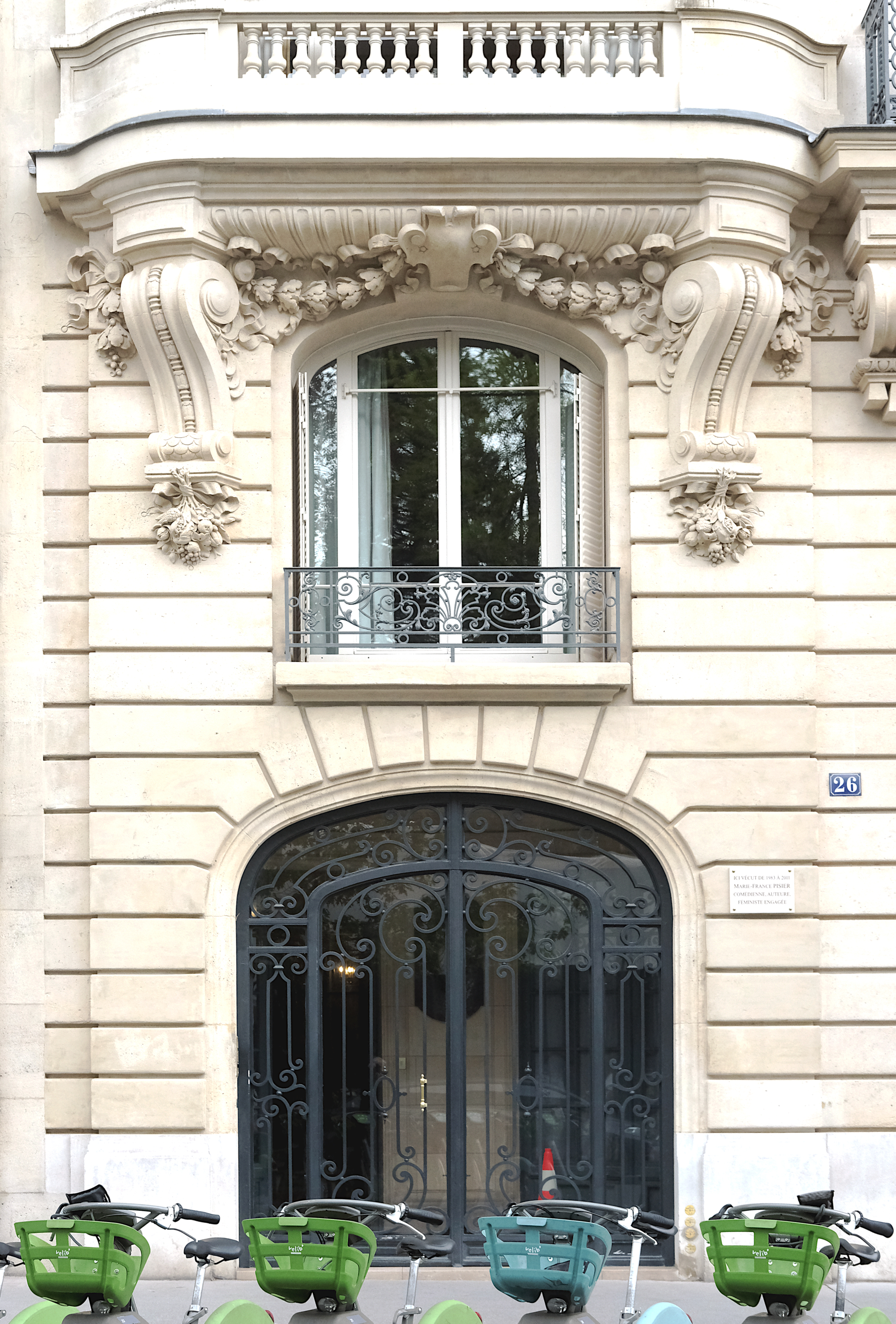
No 26 : porte de l'immeuble.
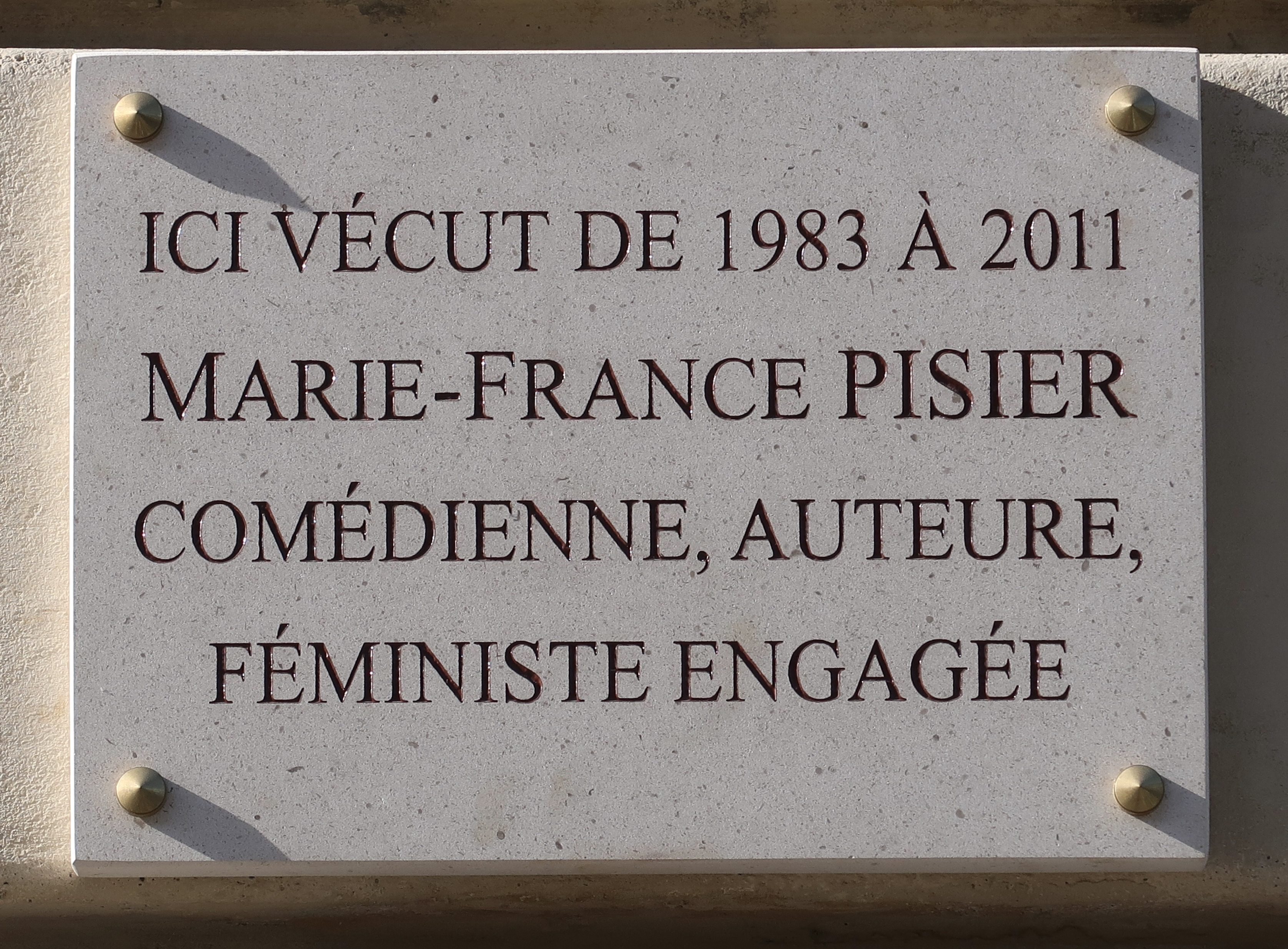
Plaque au no 26 en hommage à Marie-France Pisier.

- No 28 : « maison à loyer » (Henri-Paul Nénot architecte)[19]. L’helléniste Pierre Lévêque (1921-2004) a vécu à cette adresse[20].
- No 30 : l’historien Camille Jullian (1859-1933) est mort à cette adresse, comme le signale une inscription en façade.

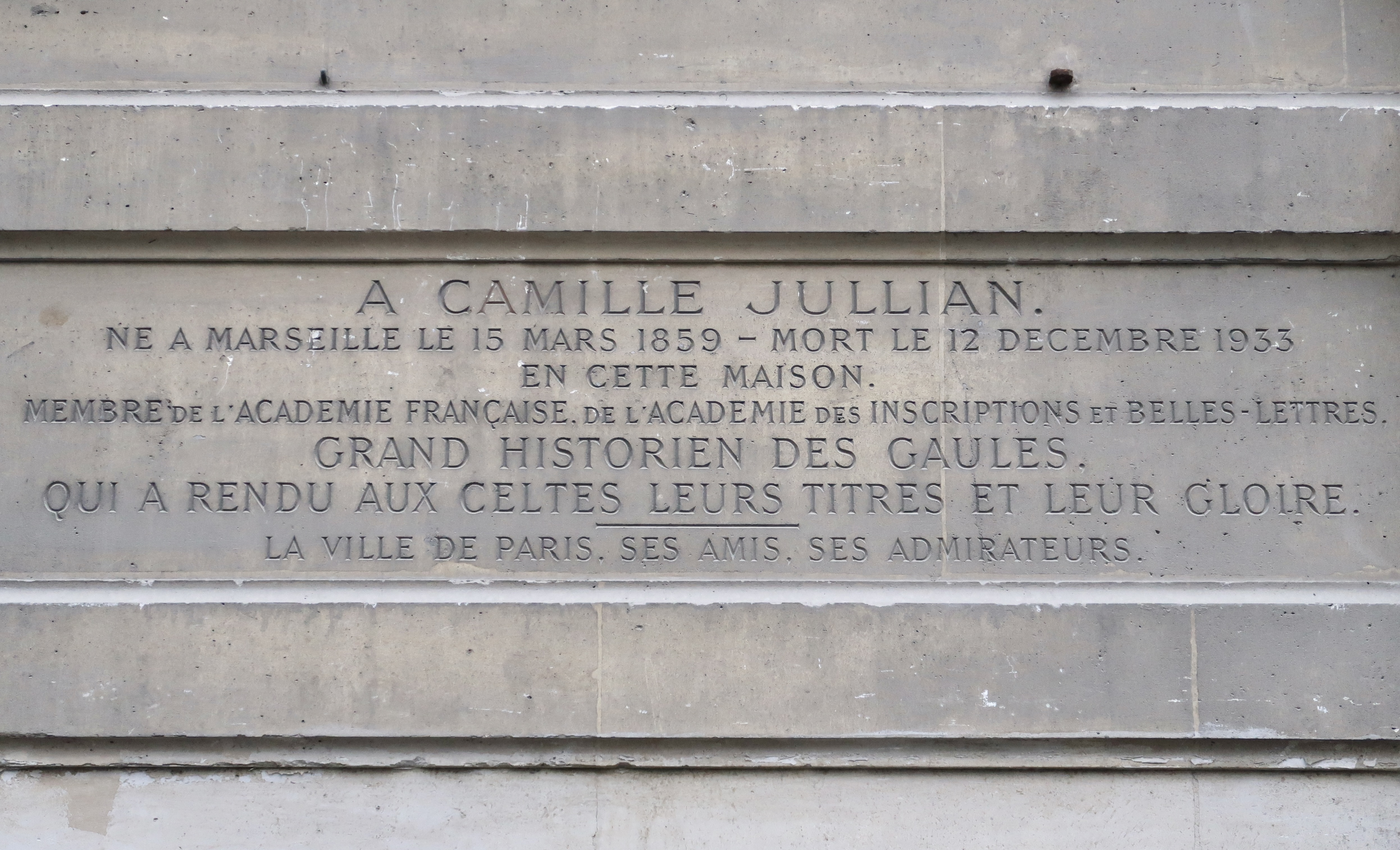
Inscription au no 30 en hommage à Camille Jullian.
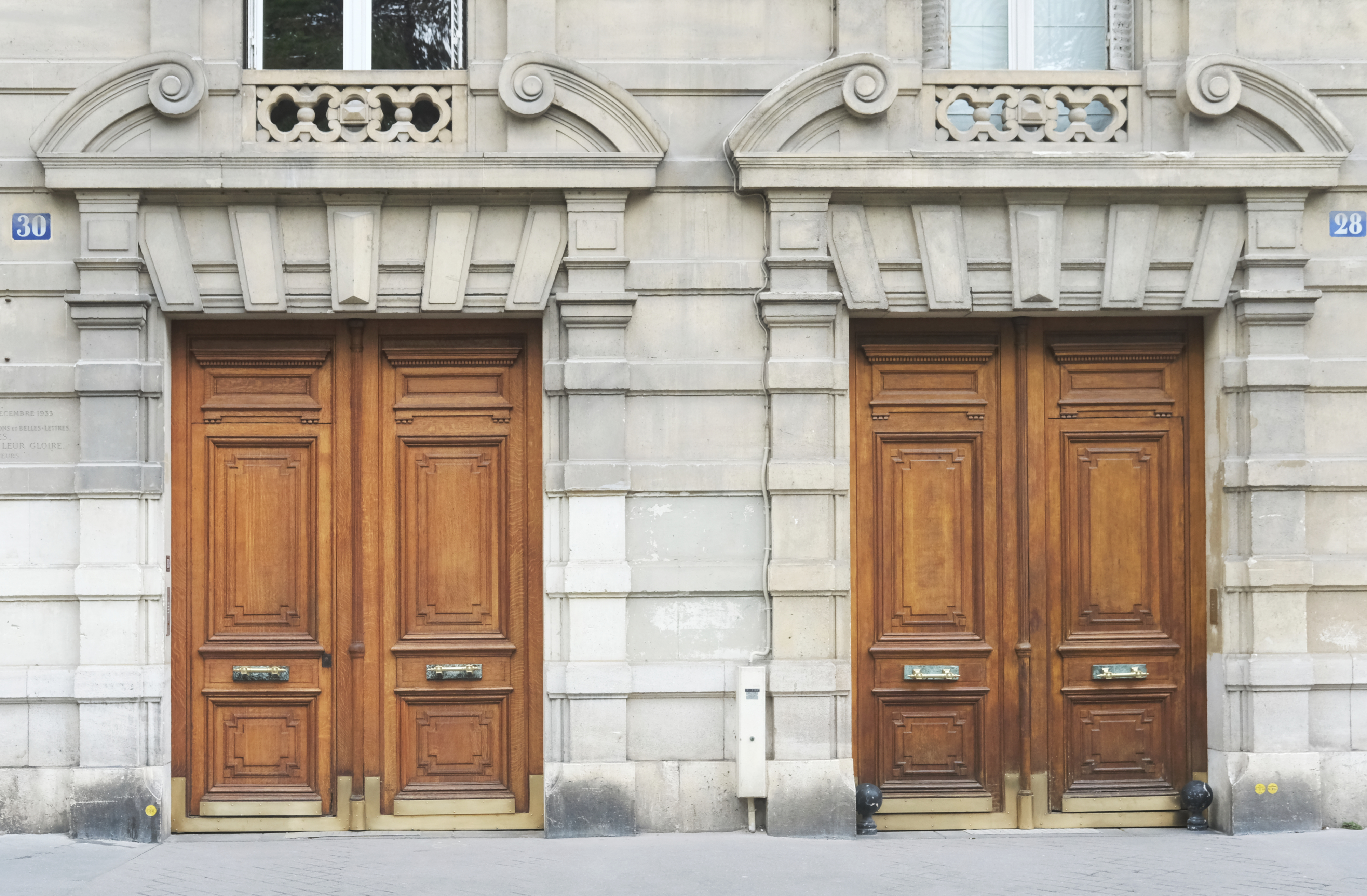
Nos 28 et 30.

- No 32 : immeuble construit vers 1886 par l’architecte Germain Cahn-Bousson[21]. Philippe Sellier, historien de la littérature, a vécu à cette adresse[22].
- No 34 : Jules Carpentier (1851-1921), ingénieur et inventeur, a habité ici[23]. L’écrivain Françoise Sagan (1935-2004) a vécu à cette adresse[24].
- No 36 : l’homme politique Léon Blum (1872-1950) s’installe ici après son mariage en 1897[25] et y vit jusqu’en 1908, comme le signale une plaque apposée au no 38. L’helléniste Jacqueline de Romilly (1913-2010) a également habité à cette adresse[26].
- No 40 : Joseph-Félix Bouchor (1853-1937), peintre, y a vécu[27] et y est mort.

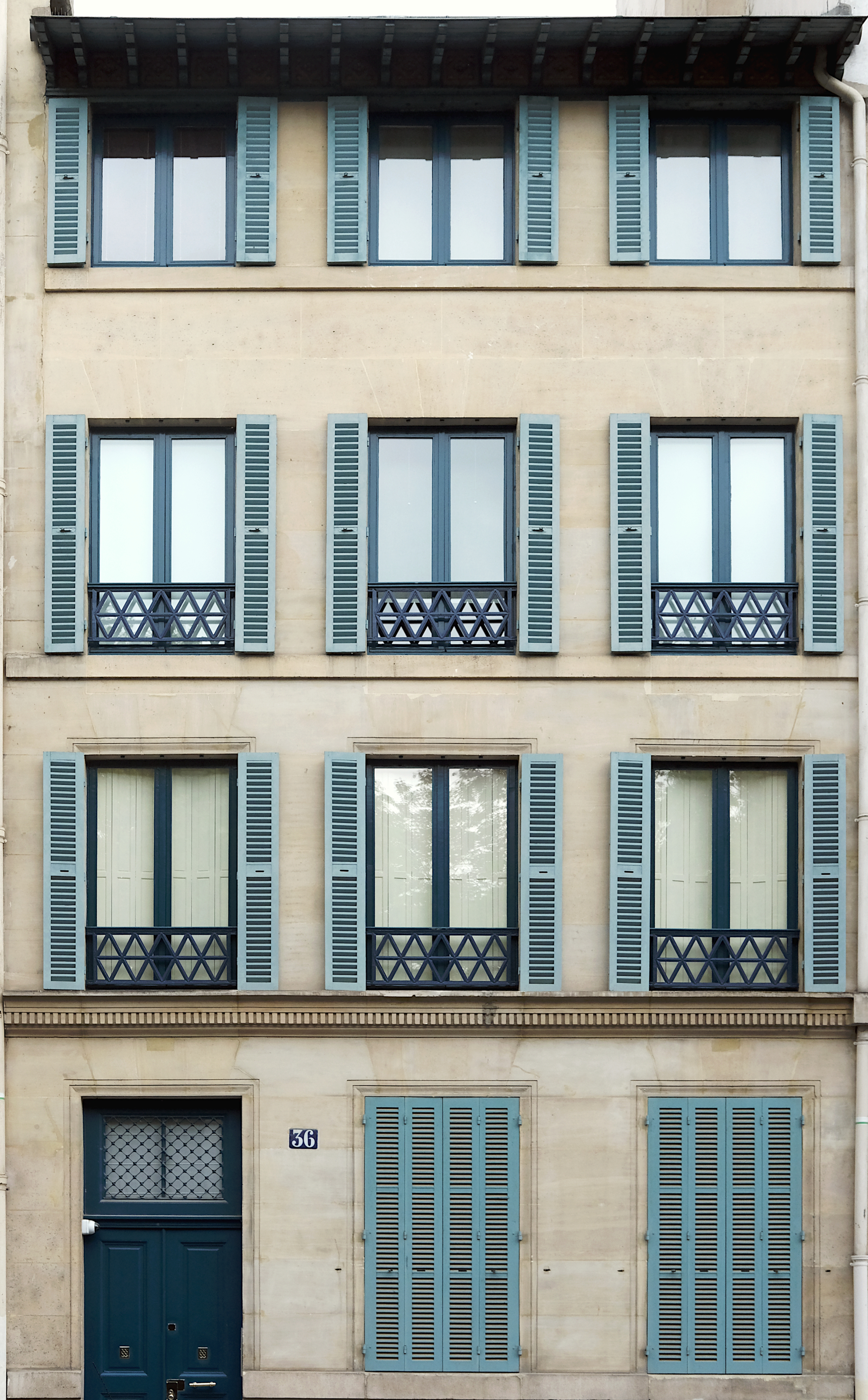
No 36.
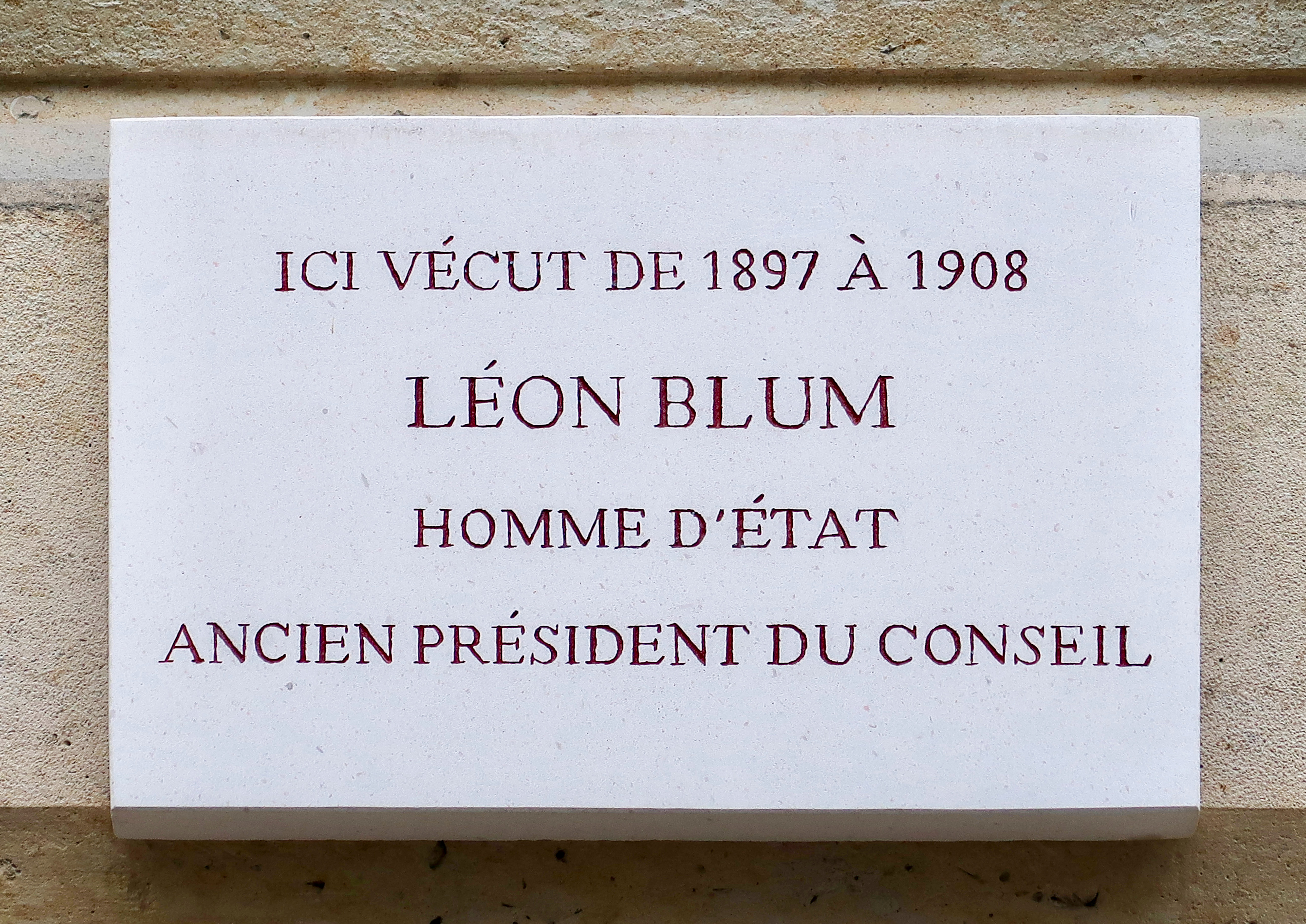
Plaque au no 38 en hommage à Léon Blum.
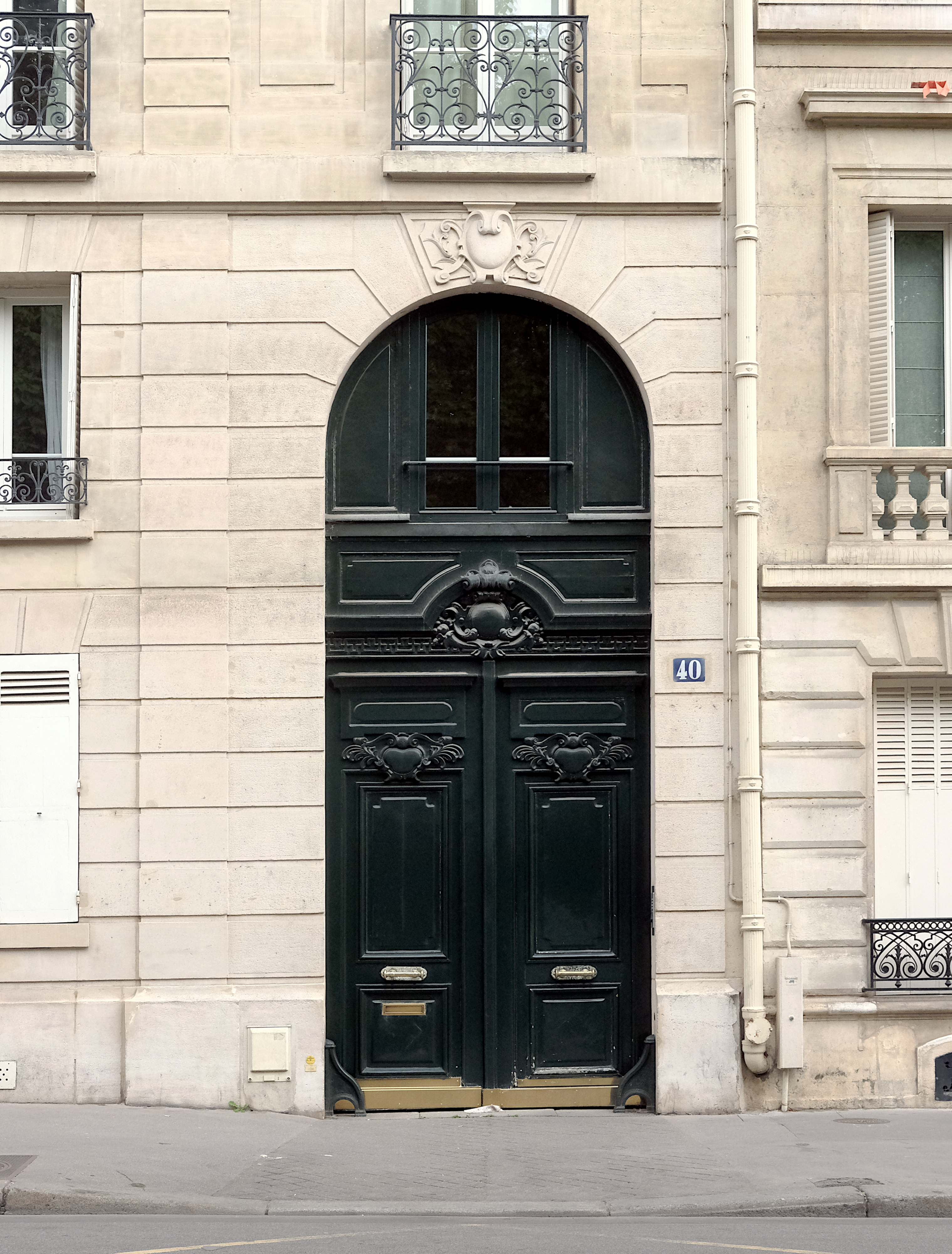
No 40.

## Personnalités
Plusieurs personnalités ont habité ou habitent rue Guynemer :
- Émile Labiche au no 26, sénateur d'Eure-et-Loir.
- Maritie et Gilbert Carpentier[28], producteurs et animateurs de télévision.
- Alain Jérôme
- Pierre Weill, gérant d'entreprise
- L’homme politique Robert Badinter et la philosophe Elisabeth Badinter emménagent en 1972 dans la rue, dans un appartement acheté à Jacqueline de Romilly[29].

## Dans la culture
- L'écrivain Michel Houellebecq y fait résider son personnage Olga dans son livre La Carte et le Territoire[30] (2010).

- Dans le film d'Yves Robert Nous irons tous au paradis (1977), la scène de l’altercation entre Simon (Guy Bedos), sortant d'une ambulance, et sa mère Mouchy (Marthe Villalonga), qu’il croit malade alors que celle-ci est en train de fumer à son balcon, se déroule rue Guynemer, devant le no 26[31].